# State Of Shock
«State of Shock» es una canción escrita por Michael Jackson para el álbum de los Jacksons Victory. Está cantada a dúo con Mick Jagger, aunque originalmente se iba a cantar con Freddie Mercury al igual que el tema «Victory» que se preparaba para el álbum. Fue lanzado como single del álbum. La versión cantada por Jackson y Mercury está en el Rarities Vol. 3 de la discografía de Mercury, versión especial.
- Datos: Q6133820